# Spool
Spool (acronimo per simultaneous peripheral operations on-line), in informatica, si riferisce allo spostamento di dati in un buffer (o in un disco fisico) in attesa di essere smistati verso il dispositivo o l'applicativo che li deve elaborare. Lo spooling è molto utile quando i dispositivi accedono ai dati a una velocità variabile. Il buffer rappresenta una stazione di attesa dove i dati possono rimanere fino a che il dispositivo più lento non riesce a gestire i dati in attesa.

## Descrizione
L'applicazione più comune dello spool è lo spooler di stampa. Con questo sistema, i documenti da stampare vengono caricati in un buffer (generalmente un'area del disco), da dove vengono inviati alla stampante ed eliminati via via che questa riesce a gestirli, di solito con tempi relativamente lunghi. Dal momento che la versione in stampa dei documenti è stata allocata in un buffer dove rimane a disposizione della stampante e dei relativi processi di controllo, l'utilizzatore è libero di svolgere altre operazioni con il computer mentre la stampa procede in background. Lo spooling permette inoltre di avere una coda di stampa con molti lavori, invece di dover attendere che il dispositivo sia libero prima di lanciare la stampa successiva.
Un'altra applicazione dello spool si ha nella trasmissione dei feed tra i server della rete Usenet: gli articoli destinati a un server che non può riceverli vengono accumulati in uno spool e rimangono in coda in attesa del successivo despooling, che avviene quando la connessione con il server in peer viene ristabilita.
Inoltre, in un sistema multitasking, lo spooling ha la funzione principale di smistare l'input/output verso una memoria di massa senza far intervenire la CPU.